# Грин Сити (Мисури)
Грин Сити (енгл. Green City) град је у америчкој савезној држави Мисури.

## Демографија
По попису из 2010. године број становника је 657, што је 31 (-4,5%) становника мање него 2000. године.
| Група             | 2000.       | 2010.       |
| Белци             | 630 (91,6%) | 596 (90,7%) |
| Афроамериканци    | 0 (0,0%)    | 2 (0,3%)    |
| Азијати           | 4 (0,6%)    | 2 (0,3%)    |
| Хиспаноамериканци | 50 (7,3%)   | 45 (6,8%)   |
| Укупно            | 688         | 657         |